# آرمان بنیدیک
آرمان بنیدیک (فرانسوی: Armand Bénédic‎; ۲۶ اوت ۱۸۷۵ – ۲۶ اکتبر ۱۹۶۲) ورزشکار کرلینگ اهل فرانسه بود.
وی در مسابقات کشوری و بین‌المللی در مجموع برندهٔ ۱ مدال برنز شده‌است.